# Selasphorus ardens
A Selasphorus ardens a madarak osztályának sarlósfecske-alakúak (Apodiformes)  rendjébe és a kolibrifélék (Trochilidae) családjába tartozó faj.

## Rendszerezése
A fajt Osbert Salvin angol ornitológus írta le 1870-ben.

## Előfordulása
Panama területén honos. A természetes élőhelye szubtrópusi és trópusi síkvidéki- és hegyi esőerdők, valamint magaslati cserjések. Nem vonuló faj.

## Megjelenése
Testhossza 7 centiméter.

## Természetvédelmi helyzete
Az elterjedési területe kicsi, egyedszáma nem éri el az ezret és csökken. A mezőgazdaság, fakitermelés, környezetszennyezés és a tüzek veszélyeztetik. A Természetvédelmi Világszövetség Vörös listáján veszélyeztetett fajként szerepel.

## Külső hivatkozások
- Képek az interneten a fajról
- Internet Bird Collection - videók a fajról
- Xeno-canto.org - a faj hangja és elterjedési területe